# Episodi di F Is for Family (quarta stagione)
La quarta stagione della serie animata F Is for Family, composta da 10 episodi, è stata interamente pubblicata su Netflix il 12 giugno 2020, in tutti i paesi in cui il servizio è disponibile.
| nº | Titolo originale      | Titolo italiano       | Pubblicazione  |
| -- | --------------------- | --------------------- | -------------- |
| 1  | Father Confessor      | Padre confessore      | 12 giugno 2020 |
| 2  | Nothing is Impossible | Niente è impossibile  | 12 giugno 2020 |
| 3  | Bring Me A Tooth      | Portami un dente      | 12 giugno 2020 |
| 4  | The B Word            | La parola con la B    | 12 giugno 2020 |
| 5  | Just Breathe          | Respira               | 12 giugno 2020 |
| 6  | Come to Papa          | Vieni da papà         | 12 giugno 2020 |
| 7  | R is For Rosie        | R come Rosie          | 12 giugno 2020 |
| 8  | Murphy & Son          | Murphy e figlio       | 12 giugno 2020 |
| 9  | Land Ho!              | Cleveland, arriviamo! | 12 giugno 2020 |
| 10 | Baby, Baby, Baby      | Bimbo, bimbo, bimbo   | 12 giugno 2020 |

## Padre confessore
- Titolo originale: Father Confessor
- Diretto da: Sylvain Lavoie
- Scritto da: Michael Price

### Trama
Frank confida le sue preoccupazioni, riguardo al ritorno di suo padre, al prete nel confessionale.

## Niente è impossibile
- Titolo originale: Nothing is Impossible
- Diretto da: Sylvain Lavoie
- Scritto da: Henry Gammill

### Trama
Frank accompagna Bill e Maureen alla festa per il rientro a scuola delle medie, ma viene turbato da alcuni flashback. Sue intanto porta Kevin alla festa delle superiori, tentando di farlo entrare nel programma per il college.

## Portami un dente
- Titolo originale: Bring Me A Tooth
- Diretto da: Sylvain Lavoie
- Scritto da: David Richardson

### Trama
Frank fallisce miseramente nel tentativo di aiutare i suoi figli nelle attività extrascolastiche, provando a essere meglio di suo padre. Intanto Vic, rientrato al lavoro, scopre dei nuovi cambiamenti.

## La parola con la B
- Titolo originale: The B Word
- Diretto da: Sylvain Lavoie
- Scritto da: Valeri Vaughn

### Trama
Bill, alla partita di hockey, scopre un'altra faccia di suo nonno. Sue, intanto, si deprime a causa della festa del baby shower.

## Respira
- Titolo originale: Just Breathe
- Diretto da: Sylvain Lavoie
- Scritto da: Joe Heslinga

### Trama
Sue è in ospedale, dopo l'incidente stradale accaduto al termine dello scorso episodio. Nel mentre Frank e suo padre affrontano un problema in aeroporto, Bill scatena una rissa alla sua prima partita di hockey.

## Vieni da papà
- Titolo originale: Come to Papa
- Diretto da: Sylvain Lavoie
- Scritto da: Jessica Lee Williamson

### Trama
Frank esplode emotivamente, dopo aver tentato di fare il possibile per essere un padre migliore del suo.

## R come Rosie
- Titolo originale: R is For Rosie
- Diretto da: Sylvain Lavoie
- Scritto da: Joe Piarulli e Luan Thomas

### Trama
Protagonista dell'episodio è Rosie, alle prese con l'elezione per diventare un assessore comunale.

## Murphy e figlio
- Titolo originale: Murphy & Son
- Diretto da: Sylvain Lavoie
- Scritto da: Bill Burr

### Trama
Mentre sembra che Frank e suo padre Bill si stiano riavvicinando, le cose iniziano ad andare per il peggio alla recita di Maureen. Vic intanto tenta di scrivere un nuovo pezzo musicale.

## Cleveland, arriviamo!
- Titolo originale: Land Ho!
- Diretto da: Sylvain Lavoie
- Scritto da: Sam Stefanak

### Trama
Frank, Bob, Rosie e Red, per conto della Mohican Airways, vanno a Cleveland, per seguire un corso sui macchinari a raggi X per gli aeroporti.

## Bimbo, bimbo, bimbo
- Titolo originale: Baby, Baby, Baby
- Diretto da: Sylvain Lavoie
- Scritto da: Marc Wilmore

### Trama
Mentre Frank fa di tutto per tornare a casa, a Sue tocca arrangiarsi, tra mille peripezie, per raggiungere l'ospedale. Al termine dell'episodio, mentre Sue partorisce il quarto figlio, Big Bill muore nella cappella dell'ospedale, in attesa della nascita del nipote.